# Olga Jakovleva (1986)
Olga Vladimirovna Jakovleva (Russisch: Ольги Владимировна Яковлевой) (Vologda, 15 juni 1986 – Odessa, 8 augustus 2010) was een Russische basketbalspeelster die uitkwam voor het nationale team van Rusland. Ze werd Meester in de sport van Rusland, Internationale Klasse.
Olga werd geboren in Vologda en speelde voor Rusland op de wereldkampioenschappen van de FIBA onder-19 en onder-21. Ze speelde voor het Russische Tsjevakata Vologda en Spartak Sint-Petersburg. Ze haalde de halve finale van de Russische Beker in 2010.

## Overlijden
Op 8 augustus 2010 verdronk Olga Jakovleva in een zwembad in de stad Odessa. Ze was daar op trainingskamp met haar club Tsjevakata.